# При щангистите
„При щангистите“ е български 10-сериен телевизионен сериал (младежки, комедия, спортен) от 2018 година на режисьора Ники Стоичков, по сценарий на Лора Кадурина, Яна Титова, Ники Стоичков и Дамян Палийски. Оператор е Георги Челебиев.
Проектът е реализиран с финансовата подкрепа на Министерството на младежта и спорта.

## Сюжет
Първият спортен сериал в ефира събира петима приятели в една спортна зала, за да докажат, че всичко тежко се преодолява с вяра, амбиции, леки шеги и много любов въпреки обратите...

## Епизоди
- 1. епизод – „Дани, Кошера, Шкафа, Сестрата и Гери“ – 08,02 минути
- 2. епизод – „Неделя, ден за почистване“ – 06,48 минути
- 3. епизод – „Всички се променят“ – 06,19 минути
- 4. епизод – „Пчеличките на Кошера“ – 06,50 минути
- 5. епизод – „Сестрата има рожден ден“ – 09,03 минути
- 6. епизод – „След купона“ – 06,50 минути
- 7. епизод – „Дани отново вдига тежести“ – 05,50 минути
- 8. епизод – „Шкафа си намира гадже“ – 06,41 минути
- 9. епизод – „Гери изперква“ – 05,53 минути
- 10. епизод – „Състезанието“ – 09,24 минути[2].

## Актьорски състав
| Роля            | Изпълнител            |
| --------------- | --------------------- |
| Даниел          | Алек Алексиев         |
| „Кошера“        | Георги Гоцин          |
| „Сестрата“      | Славена Зайкова       |
| Гери            | Рада Кайрякова        |
| „Шкафа“         | Христо Стефанов-Ицака |
|                 | Здравко Стоичков      |
|                 | Берт Илиев            |
|                 | Ярослав Марковски     |
|                 | Теодор Карагиозов     |
|                 | Иво Балджиев          |
|                 | Радослав Овчаров      |
| Пухи            | Готи                  |
| Григор Димитров | Григор Димитров       |
|                 | Анастасия Левордашка  |
|                 | Боряна Бабанова       |
|                 | Георги Колев          |
|                 | Бранимир Миладинов    |
|                 | Кети Райкова          |
|                 | Андреа Банда Банда    |
|                 | Велиана Кашева        |
|                 | Лора Кадурина         |
|                 | Мартина Костелянчик   |
|                 | Валентин Владимиров   |
|                 | Стефан Савов          |
|                 | Петър Кралев          |
|                 | Цветелин Петровски    |
|                 | Георги Светломиров    |
|                 | Йордан Стоичков       |
|                 | Дамян Палийски        |
|                 | Явор Алексиев         |